# 越南鲇
越南鲇（学名：Silurus cochinchinensis）为鲇科鲇属的鱼类，俗名敏鱼、山鲇。在中国，分布于海南岛、珠江水系等，属于亚热带小型底栖鱼类。常栖息于水质较清、水流缓慢的山涧溪流里。该物种的模式产地在印度支那。